# Orden Negra (grupo satanista)
La Orden Negra o La Orden Negra Paneuropea es un grupo satanista que anteriormente tenía su sede en Nueva Zelanda. Los politólogos  Jeffrey Kaplan y Leonard Weinberg  describieron a la Orden Negra como un "ministerio de pedidos por correo satanista de orientación nacionalsocialista".

## Orígenes
La Orden Negra fue fundada en Nueva Zelanda por Kerry Bolton como sucesora de su Orden del Camino de la Mano Izquierda. Bolton tenía conexiones con otros grupos satanistas neonazis, siendo el distribuidor internacional de la Orden de los Nueve Ángulos con sede en Inglaterra.
Según Goodrick-Clarke, "en 1994, Bolton creó la Orden Negra, que reivindicaba una red mundial de logias nacionalistas en Gran Bretaña, Francia, Italia, Finlandia, Suecia, Alemania, Estados Unidos y Australia, dedicadas a fomentar el nacionalsocialismo, el fascismo, satanismo, paganismo y otros aspectos del lado oscuro europeo". Su boletín de membresía trimestral The Flaming Sword y su sucesor zine The Nexus contenían entrevistas con, entre otros, James Mason, George Eric Hawthorne, Michael Moynihan, David Myatt y Miguel Serrano, y sus artículos incluían estudios sobre el thulianismo, Wewelsburg de Himmler, homenajes a los antiguos líderes de las SS, "una reimpresión de la Misa de la Herejía de la ONA [y] contribuciones de David Myatt sobre el imperio galáctico, la estrategia eónica y la magia cosmológica del nacionalsocialismo".
En 1996, se estableció una rama estadounidense de la Orden Negra. En el verano de ese año, comenzaron la publicación de una revista, Abyss . Posteriormente, el grupo estadounidense se peleó con el de Nueva Zelanda por la aceptación de miembros homosexuales por parte de este último. El grupo estadounidense consideró un cambio de nombre a la Orden Blanca como resultado de este cisma.
Luego, el nombre "Orden Negra" fue adoptado por grupos ideológicamente similares en todo el mundo que no tenían conexión formal con el grupo de Bolton. Kaplan y Weinberg describieron a la Orden Negra como "un proveedor notablemente influyente de ocultismo de orientación nacionalsocialista en todo el mundo".